# معركة تل عاصور
معركة تل عاصور ، والتي تعرف أيضا باسم معركة ترمسعيا ، هي معركة بين الدولة العثمانية وبريطانيا والتي وقعت في الفترة من 8 و 12 مارس 1918 ، وذلك خلال حملة سيناء و فلسطين كجزء من الحرب العالمية الأولى وانتهت المعركة بانتصار قوات المملكة المتحدة .
بعد الاستيلاء على أريحا من قبل قوة التجريدة المصرية (EEF) في فبراير 1918 بدأ احتلال غور الأردن ،لكن مع ذلك، فإن الأراضي التي تم الاستيلاء عليها لم تكن واسعة بما يكفي لتوفير قاعدة قوية لعمليات شرق الأردن المخطط لها، لذا تم دفع الخط الأمامي لقوة التجريدة المصرية بنجاح شمالًا وذلك بعد هجمات الفيلق العاشر والحادي عشر البريطاني ضد الجيش السابع العثماني والجيش الثامن، في نهاية شهر مارس، تم شن أول هجوم عبر شرق الأردن على عمان ، تلاه في الشهر التالي الهجوم الثاني عبر الأردن على شونيت نمرين والسولت .

## قائمة المصادر
- Blenkinsop؛ Rainey، المحررون (1925). History of the Great War Based on Official Documents Veterinary Services. London: H.M. Stationers. OCLC:460717714.
- Bruce، Anthony (2002). The Last Crusade: The Palestine Campaign in the First World War. London: John Murray. ISBN:978-0-7195-5432-2.
- Falls، Cyril (1930). Military Operations Egypt & Palestine from June 1917 to the End of the War. Official History of the Great War Based on Official Documents by Direction of the Historical Section of the Committee of Imperial Defence. A. F. Becke (maps). London: HM Stationery Office. ج. Volume 2 Part I. OCLC:644354483. {{استشهاد بكتاب}}: |المجلد= يحوي نصًّا زائدًا (مساعدة)
- Falls، Cyril (1930). Military Operations Egypt & Palestine from June 1917 to the End of the War. Official History of the Great War Based on Official Documents by Direction of the Historical Section of the Committee of Imperial Defence. A. F. Becke (maps). London: H.M. Stationery Office. ج. Volume 2 Part II. OCLC:256950972. {{استشهاد بكتاب}}: |المجلد= يحوي نصًّا زائدًا (مساعدة)
- Keogh، E. G.؛ Joan Graham (1955). Suez to Aleppo. Melbourne: Directorate of Military Training by Wilkie & Co. OCLC:220029983.